# Ark of Thought
Ark of Thought è il terzo album in studio del gruppo musicale olandese Deinonychus, pubblicato nel 1996 dalla Supernal Music.

## Tracce
1. Chrysanthemums in Bloom – 4:31
2. Revelation – 3:43
3. My Days Until – 5:38
4. Oceans of Soliloquy – 5:32
5. Serpent of Old – 4:05
6. Leviathan – 6:52
7. The Fragrant Thorns of Roses – 6:31
8. Birth and the Eleventh Moon – 6:29

## Formazione

### Gruppo
- Marco Kehren aka Odin – voce, chitarra, basso, batteria